# Ізвесткове (Могойтуйський район)
Ізвестко́ве (рос. Известковое) — село у складі Могойтуйського району Забайкальського краю, Росія. Входить до складу Цаган-Челутайського сільського поселення.

## Історія
Село утворено 2014 року шляхом виділення зі складу села Цаган-Челутай.